# Nebelwerfer

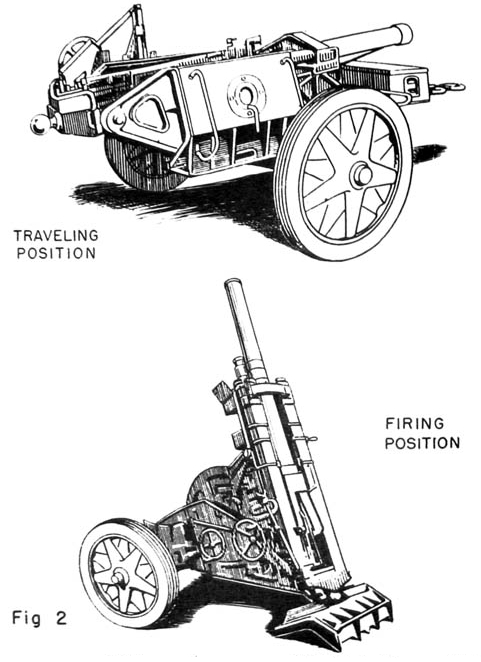
Sơ đồ của pháo phản lực 10 cm NbW 40 do tình báo Đồng minh thu được

Pháo phản lực Nebelwerfer (súng cối tạo màn khói - smoke mortar) là một dòng vũ khí của Phát xít Đức trong Chiến tranh thế giới 2. Ban đầu Nebelwerfer được phát triển để trang bị cho các đơn vị pháo phản lực "smoke troops" (Nebeltruppen) của quân đội phát xít Đức. Cái tên "smoke mortar" thực chất được đặt để đánh lừa các quan sát viên của Hội Quốc Liên, với ý nghĩa chỉ là một loại súng cối bắn đạn tạo màn khói, để tránh vi phạm Hòa ước Versailles. Ban đầu Nebelwerfer được phát triển để bắn đạn khói hoặc khí độc, nhưng đạn mang thuốc nổ mạnh cũng được phát triển ngay từ đầu. Từng có hai phiên bản súng cối được đưa vào sử dụng trước khi chúng được thay thế bằng các phiên bản tên lửa có cỡ nòng từ 15 đến 32 xentimét (5,9 đến 12,6 in). Một loạt phóng rocket có thể dội xuống mục tiêu một lượng lớn khí độc, khói, hoặc thuốc nổ trong một khoảng thời gian ngắn hơn nhiều so với đạn pháo hoặc cối. Nebelwefer được sử dụng trong mọi chiến dịch của Wehrmacht trong Chiến tranh thế giới 2 trừ Chiến dịch Balkan. Một phiên bản đạn tên lửa cỡ 21 cm cũng được trang bị trên các máy bay chiến đấu của Luftwaffe để chống lại các máy bay ném bom của Không quân Đồng minh.

## Các phiên bản

### Nebelwerfer 35 cỡ nòng 10 cm
Sơ tốc đầu nòng thấp hơn của đạn cối đồng nghĩa với việc vỏ của đạn cối mỏng hơn và có thể mang nhiều thuốc nổ hơn đạn pháo có cùng khối lượng. Điều này khiến đạn cối trở thành một loại đạn được ưa thích để tấn công khói độc. Bộ phận chiến tranh hóa học của quân đội Mỹ đã phát triển đạn cối hóa học cỡ nòng 4,2 inch (10,67 cm) vì lí do này, và Nebeltruppen cũng có cùng một ý tưởng như vậy. Vũ khí đầu tiên trang bị cho các đơn vị Nebeltruppen là súng cối 10 cm Nebelwerfer 35 bắn đạn khí độc được thiết kế từ năm 1934.

### Nebelwerfer 40 cỡ nòng 10 cm
Ngay từ đầu, quân đội Đức muốn có một súng cối có tầm bắn lớn hơn tầm bắn 3.000 mét (3.300 yd) của súng cối 10 cm NbW 35, nhưng những thử nghiệm của cả hai phiên bản đạn cối không thể diễn ra trước tháng 5 năm 1940. Cả hai phiên bản đều không hoàn toàn đáp ứng yêu cầu, nhưng các tính năng tốt nhất của cả hai đã được tích hợp vào khẩu Nebelwerfer 10 cm 40. Nó là một hệ thống phóng đạn phản lực rất tiên tiến, với đạn được nạp từ cuối nòng pháo, với cơ chế giật lùi nòng pháo và bánh xe di chuyển. Nó có tầm bắn xa hơn gấp đôi so với phiên bản trước đó, nhưng nặng hơn 8 lần và đắt hơn gấp gần 10 lần: 14.000 RM Reichsmark so với 1.500 RM.

### Nebelwerfer 41 cỡ nòng 15 cm
Đạn rocket được phát triển từ những năm 1920 và đã đạt được nhiều thành tựu đáng kể vào cuối những năm 1930. Những tiến bộ trong phát triển đạn rocket đã giúp thiết kế loại đạn có thể mang một lượng lớn thuốc nổ hoặc khí độc có tầm bắn xa. Loại vũ khí đầu tiên như vậy được trang bị cho quân đội Đức là pháo phản lực 15 cm Nebelwerfer 41 vào năm 1940, sau trận chiến nước Pháp. Rocket được thiết kế để mang đầu đạn chứa khí độc, khói mù hoặc thuốc nổ mạnh. Giống như các thiết kế rocket trước đó của người Đức, nó được trang bị cánh ổn định để tăng độ chính xác. Động cơ rocket được đặt ở phía trước rocket, vòi phụt khí phản lực ở vị trí 2/3 thân tên lửa tính từ đầu tên lửa, nhằm tối đa hóa hiệu ứng của vụ nổ khi tên lửa được kích nổ trước khi chạm đất. Thiết kế này tỏ ra phức tạp so với hiệu quả mà nó mang lại. Rocket được bắn từ giàn phóng gồm 6 ống phóng tên lửa dạng kéo theo được sửa đổi từ pháo phòng không 3,7 cm PaK 36 và có tầm bắn khoảng 6.900 mét (7.500 yd). Gần 5,5 triệu quả rocket 15 cm cùng với 6.000 bệ phóng đã được sản xuất trong thời gian chiến tranh.

### Nebelwerfer 41 cỡ nòng 28/32 cm

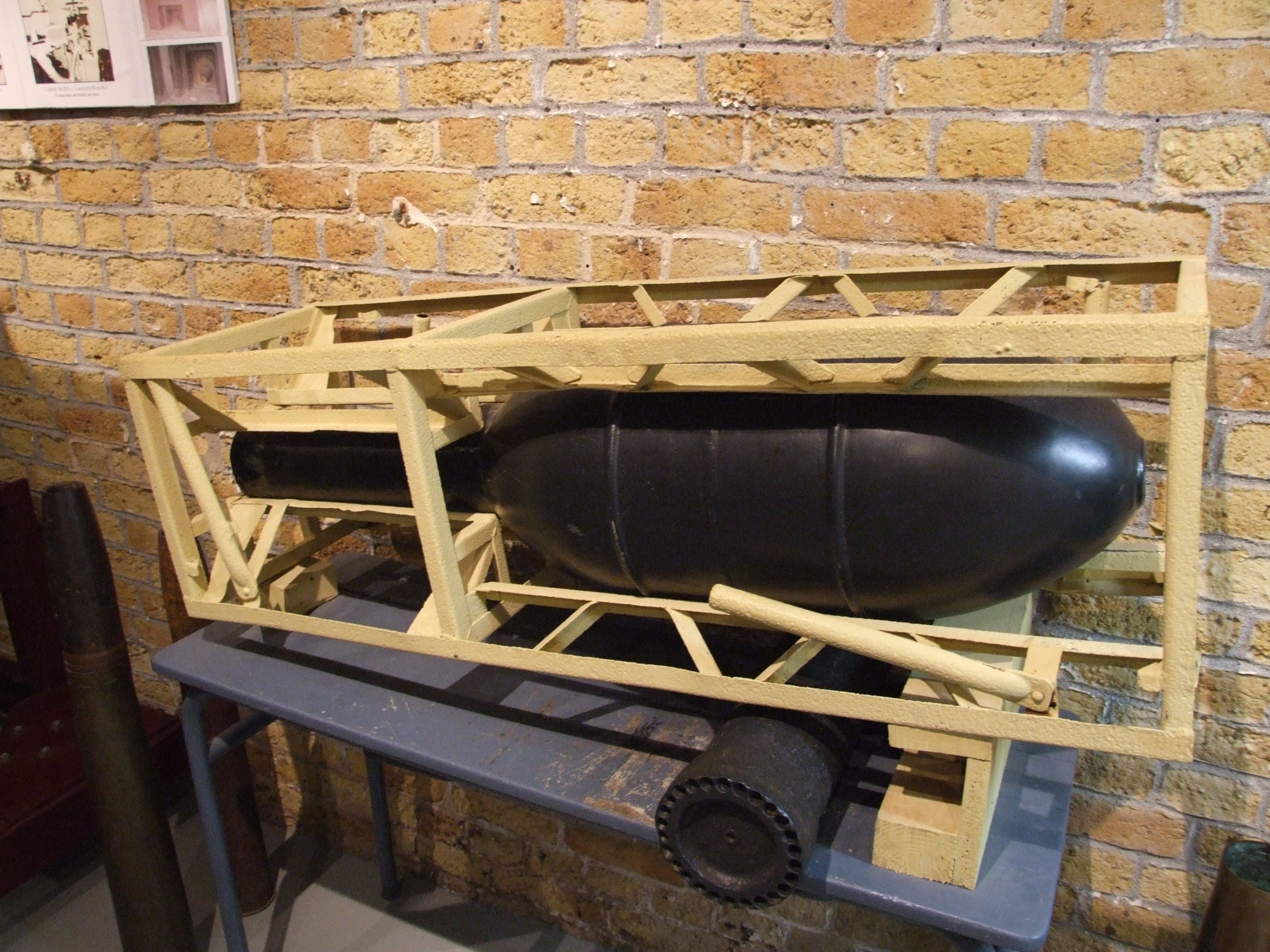
Schweres Wurfgerät 41, Mémorial du Souvenir, Dunkirk

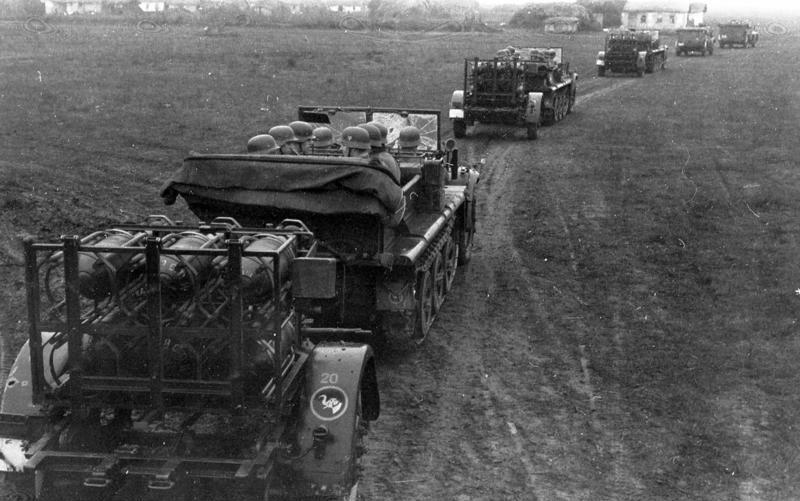
Giàn phóng rocket 28/32 cm Nebelwerfer 41

Rocket Nebelwerfer 41 cỡ nòng 28/32 cm được giới thiệu vào năm 1941, trước Chiến dịch Barbarossa. Rocket 28 và 32 cm sử dụng cùng một động cơ nhưng khác nhau về đầu đạn trang bị. Rocket 28 xentimét (11 in) được trang bị đầu đạn thuốc nổ mạnh, trong khi rocket 32 xentimét (13 in) được tranh bị đầu đạn cháy. Tầm bắn tối đa của hai loại rocket là 2.200 mét (2.400 yd), một nhược điểm chiến thuật lớn. Cả hai loại rocket đều có thể phóng từ các thùng phóng bằng gỗ (Wurfgerät 40) hoặc từ ống phóng bằng kim loại (Wurfgerät 41 (sW.G. 41)). Về sau, giàn phóng dạng kéo theo gồm 6 ống phóng được đưa vào sử dụng. Cả hai loại rocket sử dụng chung một giàn phóng, nhưng rocket 28 cm phải sử dụng các ray phóng đặc biệt. Một phiên bản giàn phóng lắp trên xe thiết giáp Wurfrahmen 40 (sWu.R. 40), cũng được phát triển để cải thiện độ cơ động của giàn phóng rocket hạng nặng. Thông thường phiên bản giàn phóng này được lắp bên sườn xe Sd.Kfz. 251, nhưng chúng cũng được lắp lên các xe thiết giáp chiến lợi phẩm thu được từ quân đội Pháp. Giàn phóng sWuR 40 có biệt danh là Stuka-zu-Fuß ("Stuka trên bộ"). Đã có hơn 600.000 rocket cùng với 700 giàn phóng được chế tạo trong chiến tranh, không bao gồm các giàn phóng sW.G. và sWu.R. Tổng cộng, có 345 giàn phóng được chế tạo từ năm 19411941.

### Nebelwerfer 42 cỡ nòng 21 cm

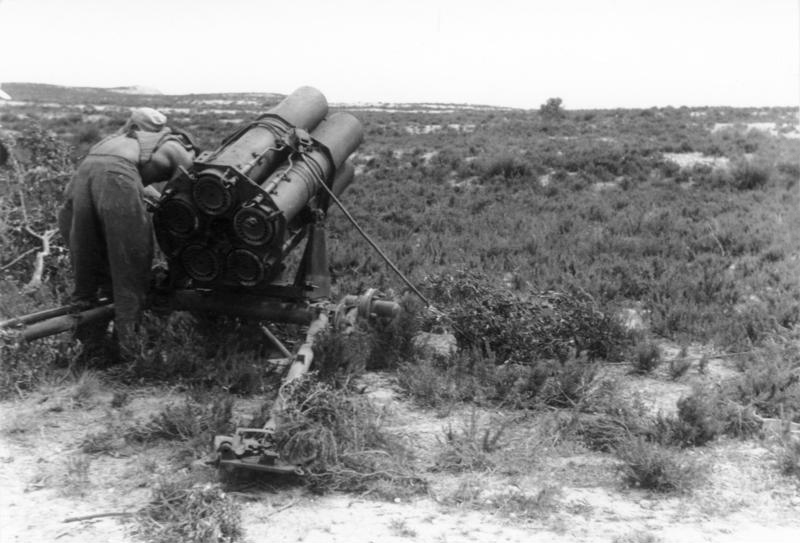
Giàn phóng rocket 21 cm Nebelwerfer 42 tại Bắc Phi

Rocket Nebelwerfer 42 cỡ nòng 21 cm được giới thiệu vào năm 1942. Rocket này có tầm bắn xa hơn (7.850 mét (8.580 yd)), và cũng có thiết kế đơn giản hơn thiết kế của rocket 15 cm. Nó chỉ trang bị đầu đạn thuốc nổ mạnh và được phóng từ giàn phóng gồm 5 ống phóng dạng kéo theo bằng xe ngựa giống như của phiên bản rocket 15 cm. Rocket 15 cm cũng có thể phóng từ giàn phóng kiểu này. Đạn rocket 21 cm còn được Luftwaffe sử dụng để chống lại đội hình máy bay ném bom của Không quân Đồng minh vào năm 1943, phiên bản tên lửa phóng từ máy bay được đặt tên là Werfer-Granate 21. Đã có hơn 400.000 đạn rocket cùng với 1.400 giàn phóng được chế tạo.

### Nebelwerfer 42 cỡ nòng 30 cm
Phiên bản rocket cuối cùng được giới thiệu là rocket Nebelwerfer 42 cỡ nòng 30 cm giới thiệu vào năm 1943. Nó ra đời để thay thế rocket cỡ nòng 28 và 32 cm, vốn có tầm bắn quá ngắn. Các tiến bộ trong sản xuất thuốc phóng đã dẫn đến phiên bản tên lửa mới tạo ra ít khói hơn. Nebelwerfer 42 cỡ 30 cm được phóng từ giàn phóng kéo theo 30 cm Raketenwerfer 56. Ngoài ra nó cũng có thể phóng từ các giàn phóng tên lửa thuộc phiên bản cũ hơn, chỉ cần bổ sung ray phóng tên lửa. Có gần 200.000 rocket cùng với 700 bệ phóng đã được chế tạo.

### Raketen-Vielfachwerfer cỡ nòng 8 cm

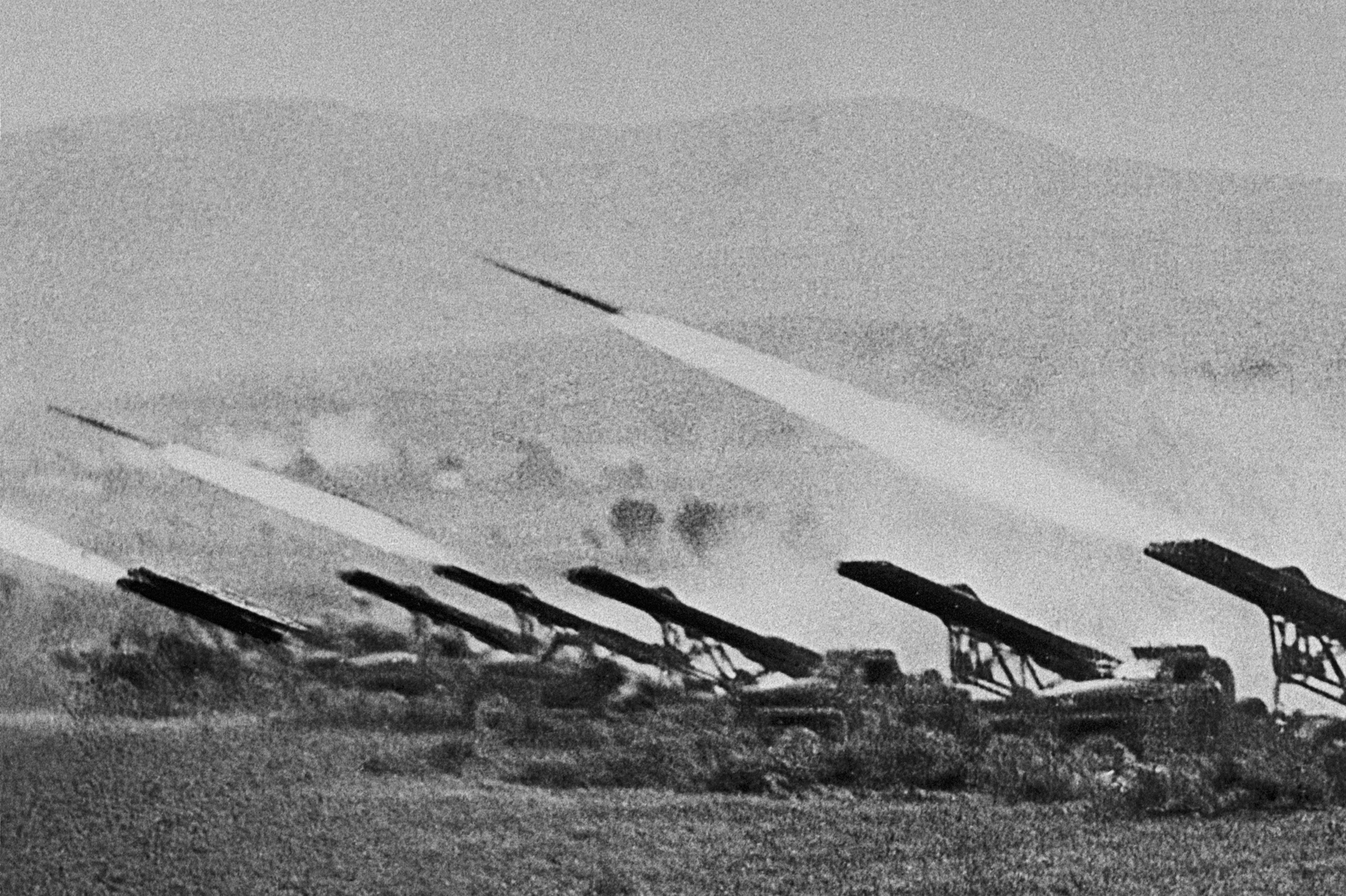
Một khẩu đội tên lửa Katyusha đang tấn công quân Đức trong trận Stalingrad, ngày 6 tháng 10 năm 1942

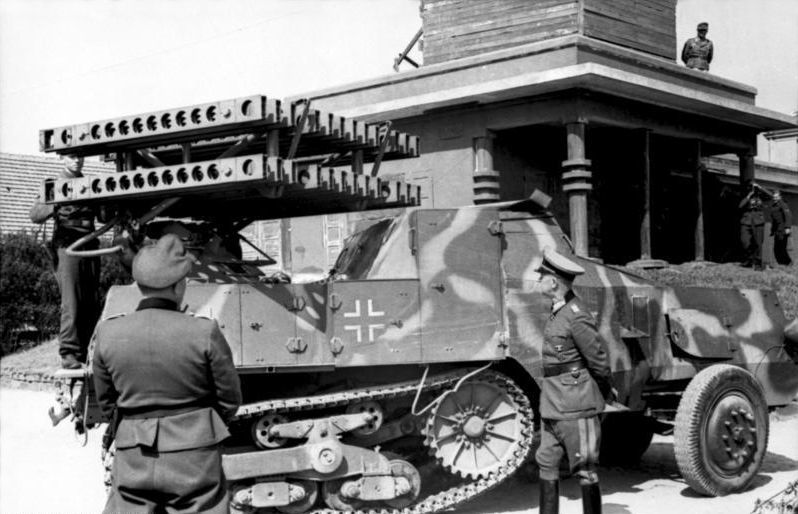
Giàn phóng rocket 8 cm Raketen-Vielfachwerfer đặt trên xe kéo pháo SOMUA MCG

Waffen-SS quyết định copy hệ thống pháo phản lực Katyusha sử dụng rocket M-8 cỡ nòng 82 milimét (3,2 in) của Liên Xô để tạo thành hệ thống pháo phản lực phóng loạt 24 nòng 8 cm Raketen-Vielfachwerfer. Thiết kế cánh vây ổn định của rocket dễ chế tạo và rẻ hơn so với thiết kế Nebelwefer của người Đức, đồng thời cơ cấu phóng rocket cũng rẻ hơn. Giàn phóng cũng có thể phóng các tên lửa M-8 chiến lợi phẩm thu được với số lượng lớn của Hồng quân. Quân đội Đức không cho phép chuyển đổi các dây chuyền sản xuất rocket sẵn có sang chế tạo loại rocket mới, không có nhiều dây chuyền sản xuất rocket 8 cm Raketen-Vielfachwerfer được thiết lập. Số lượng tên lửa được sản xuất không rõ ràng, nhưng có các bằng chứng từ các bức ảnh chụp cho thấy giàn phóng được lắp lên xe thiết giáp hạng nhẹ Sd.Kfz. 4 "Maultier" và xe thiết giáp SOMUA MCG của Pháp.

### Panzerwerfer
Để cải thiện tính cơ động của các đơn vị rocket Nebelwerfer, giàn phóng gồm 10 ống phóng cỡ 15 xentimét (5,9 in) gắn trên khung gầm xe thiết giáp hạng nhẹ Sd.Kfz. 4 "Maultier" giống như phiên bản rocket Panzerwerfer 42 auf Selbstfahrlafette Sd.Kfz. 4/1 cỡ nòng 15 cm (dựa trên xe half-track Opel "Maultier", hay "Mule"). 300 đơn vị xe phóng đã được sản xuất, chia đều số lượng xe phóng và xe chở đạn (chỉ khác nhau ở giàn phóng). Chúng dần được thay thế bằng giàn phóng rocket cỡ nòng 15 cm Panzerwerfer 42 auf Schwerer Wehrmachtsschlepper (Panzerwerfer auf SWS), tăng khả năng việt dã và có thể chứa được nhiều đạn dược hơn "Maultier". Số lượng sản xuất không được biết đến, nhưng có nhiều bằng chứng cho thấy chỉ có ít hơn 100 xe phóng được chế tạo trước khi chiến tranh kết thúc.

### Air-to-air adaptation (Werfer-Granate 21 rocket)

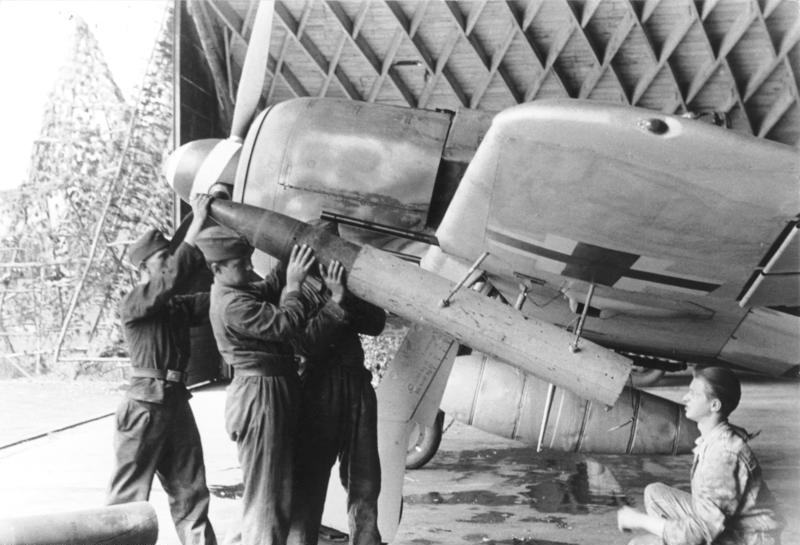
Rocket Wfr.Gr. 21 đang được lắp lên máy bay Fw 190

Werfergranate 21 (Wfr. Gr. 21), còn gọi là 21 cm BR (BR là viết tắt của từ "Bordrakete" trong tài liệu của Luftwaffe) là một rocket không đối không không điều khiển được sửa đổi từ các rocket sử dụng trong hệ thống pháo phản lực Nebelwerfer 42 và ban đầu được sử dụng để chống lại các máy bay ném bom của Không quân Đồng minh trong trận không chiến bảo vệ Schweinfurt vào ngày 17 tháng 8 năm 1943. Rocket Wfr. Gr. 21 được trang bị trên máy bay tiêm kích Messerschmitt Bf 109 và Focke-Wulf Fw 190 (với một ống phóng rocket dưới mỗi cánh) và trên máy bay tiêm kích hạng nặng Messerschmitt Bf 110 và Messerschmitt Me 410 (mang hai ống phóng rocket dưới mỗi cánh) và là loại rocket không đối không đầu tiên biên chế trong lực lượng Luftwaffe. Không quân Hungary cũng trang bị ba ống phóng dưới mỗi cánh của máy bay tiêm kích hạng nặng hai động cơ Me 210 Ca-1. Rocket được sử dụng để quấy rối đội hình chiến đấu của các máy bay ném bom của Không quân Đồng minh trước khi máy bay tiêm kích của Đức lao vào công kích. Tuy nhiên, lực cản khí động gây ra bởi ống phóng rocket đã làm giảm vận tốc và tính năng thao diễn của máy bay. Ngoài ra, do thiết lập của ống phóng dưới cánh máy bay, phi công phải điều chỉnh đường ngắm mũi máy bay lên trên khoảng 15° để đảm bảo tên lửa bay trúng mục tiêu. Điều này càng làm tăng thêm lực cản khí động tác động lên máy bay.

## Sử dụng
Sau khi khẩu đội pháo phản lực nạp đạn rocket và lấy đường ngắm cho giàn phóng, họ phải giữ khoảng cách 10 đến 15 mét (11 đến 16 yd) khỏi giàn phóng để tránh ảnh hưởng của luồng phụt, và tiến hành điểm hỏa rocket bằng điện. Tuy nhiên, vệt khói của rocket sau khi phóng để lại sẽ làm cho Nebelwerfer dễ dàng trở thành mục tiêu phản pháo của đối phương. Do đó, khẩu đội pháo phản lực phải ngay lập tức di chuyển sau khi bắn đạn rocket. Tiếng hú lớn, chói tai của những quả rocket Nebelwerfer đã khiến binh lính Đồng minh trong chiến dịch Sicily đặt cho nó biệt danh "Mimi la hét" và "Minnie rên rỉ".

## Tổ chức
Thông thường, các đơn vị Nebeltruppen được tổ chức thành các khẩu đội trang bị 6 hoặc 8 súng cối phản lực, mỗi tiểu đoàn pháo phản lực gồm có ba khẩu đội. Mỗi khẩu đội pháo phản lực xe kéo được biên chế sáu giàn phóng. Ba tiểu đoàn sẽ tạo thành 1 trung đoàn pháo phản lực. Vào giữa chiến tranh, các lữ đoàn pháo phản lực được thành lập, mỗi lữ đoàn bao gồm hai trung đoàn. Đôi khi một trung đoàn sẽ được bổ sung bằng khẩu đội Panzerwerfer gồm 6-8 xe phóng. Từ năm 1942, các đơn vị Nebelwerfer được đổi tên thành Werfer.
Là một phần của nỗ lực mở rộng lực lượng, lực lượng Waffen-SS bắt đầu thành lập những khẩu đội pháo phản lực Werfer của riêng mình vào năm 1943, mặc dù chúng không vượt quá biên chế của một tiểu đoàn. Những khẩu đội này được tổ chức giống như các khẩu đội thông thường của quân đội Đức.

## Lịch sử hoạt động
Wehrmacht đã biên chế ba tiểu đoàn pháo phản lực Nebelwerfer số 1, 2 và 5, mỗi tiểu đoàn được trang bị 24 cối Nbw 35 cỡ nòng 10 cm chia làm ba khẩu đội trước khi tiến hành xâm lược Ba Lan vào tháng 9/1939. Tiểu đoàn số 1 và 2 được tung vào tham gia chiến dịch này, trong khi tiểu đoàn số 5 vẫn còn ở lại Tây Đức. Một khẩu đội của trung đoàn pháo binh 222 được tổ chức lại thành khẩu đội NbW 35 cỡ nòng 10 cm  và được triển khai trong chiến dịch Na Uy. Tính đến tháng 5/1940, đã có thêm năm tiểu đoàn được thành lập, tất cả đều được trang bị súng cối phản lực Nbw 35 cỡ nòng 10 cm, tổng cộng có 8 tiểu đoàn với số hiệu từ 1 đến 8, nhưng chỉ có 5 tiểu đoàn đầu tiên sẵn sàng cho trận chiến nước Pháp, diễn ra vào ngày 10/5/1940.
Giàn phóng rocket NbW 41 cỡ nòng 15 cm đầu tiên được triển khai vào tháng 7/1940, đã có ba trung đoàn pháo phản lực mới sử dụng loại rocket này: trung đoàn Nebelwerfer số 51, 52 và 53, mỗi trung đoàn bao gồm ba tiểu đoàn. Trung đoàn số 54 được thành lập từ các tiểu đoàn Nebelwerfer số 1 và số 7. Trung đoàn Nebel-Lehr được thành lập từ trường huấn luyện Nebeltruppen tại Celle ngày 29/4/1941, với 2 tiểu đoàn, mỗi tiểu đoàn được trang bị cối phản lực Nbw 35 cỡ nòng 10 cm và rocket NbW 41 cỡ nòng 15 cm. Các tiểu đoàn Nebelwerfer độc lập vẫn còn trang bị súng cối, trừ tiểu đoàn số 8 là được trang bị rocket phản lực trước khi diễn ra chiến dịch Barbarossa. Các đơn vị súng cối và rocket phân biệt với nhau trong thời gian này bằng việc tên các đơn vị trang bị rocket có thêm hậu tố "d." hoặc "do.". Từ tháng 11 năm 1941, tám tiểu đoàn Nebelwerfer đã được trang bị toàn bộ bằng đạn rocket NbW 41 28/32 cm (Một số tiểu đoàn trang bị giàn phóng rocket sW.G. 40 và 41 từ trước đó) và được tái tổ chức thành 3 trung đoàn pháo phản lực hạng nặng.
Đầu năm 1942, tiểu đoàn sơn pháo số 10 (10th Mountain Werfer Battalion) được thành lập từ tiểu đoàn pháo phản lực số 104 (104th Decontamination Battalion) và được biên chế cho Quân đoàn sơn pháo số 20 (20th Mountain Army) tại Phần Lan. Cuối năm 1943, tiểu đoàn Werfer-Battalion 11 được tái tổ chức từ hai khẩu đội tại Phần Lan, trong đó có khẩu đội từ trung đoàn pháo binh 222 (Artillery Regiment 222) trước đó từng tham gia xâm lược Na Uy, và một khẩu đội Panzerwerfer mới được thành lập được gửi sang từ Đức. Cả hai tiểu đoàn này đã rút về Bắc Na Uy sau khi Phần Lan ký hiệp ước đình chiến với Liên Xô vào tháng 9 năm 1944 sau chiến dịch Vyborg–Petrozavodsk.
Tiểu đoàn Nebelwerfer số 9 (9th Nebelwerfer Battalion) sau khi trang bị đạn rocket đã đổi tên thành tiểu đoàn 1 của trung đoàn Werfer-Regiment 71 và tham chiến tại Bắc Phi. Phần lớn của tiểu đoàn 2 thuộc trung đoàn này được gửi đến mặt trận Tunisia vào đầu năm 1943, tiểu đoàn này đầu hàng vào tháng 5 năm đó. Phần còn lại của trung đoàn tham chiến tại Sicily và Italy đến hết chiến tranh.
Các khẩu đội Panzerwerfer bắt đầu được bổ sung cho các trung đoàn pháo phản lực Werfer Regiments từ giữa năm 1943, và cứ 2 trung đoàn được biên chế thành 1 lữ đoàn. Cuối năm 1944, các lữ đoàn được đổi tên thành Volks-Werfer Brigades, cơ tấu tổ chức vẫn giữ nguyên. Đã có tổng cộng 15 lữ đoàn Werfer và Volks-Werfer Brigade được thành lập, cộng thêm một lữ đoàn Positional Werfer Brigade (Stellungs-Werfer-Brigade) trong thời gian chiến tranh.

## Image gallery

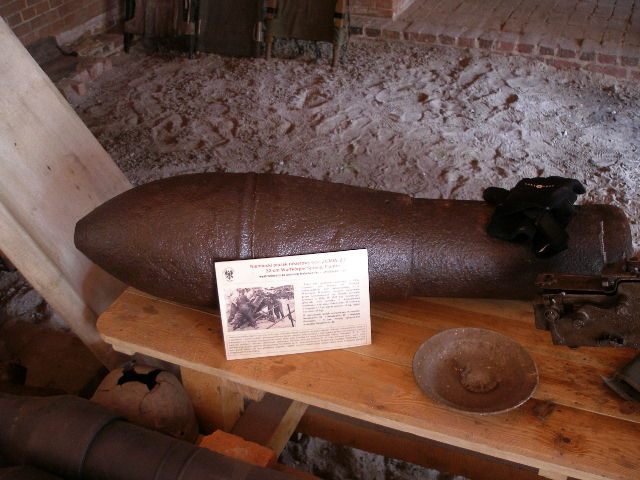
Nebelwerfer 42 cỡ nòng 30 cm.
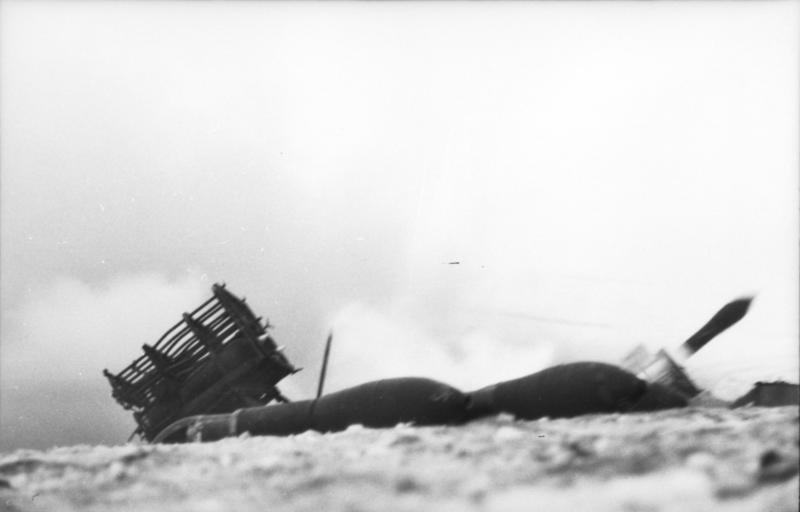
Rocket Nebelwerfer cỡ 30 cm đang được phóng đi.
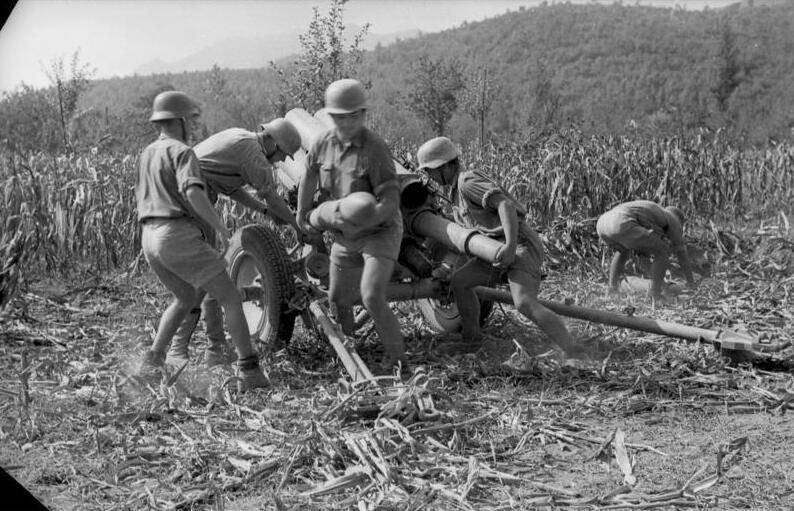
Nạp đạn rocket NbW 41 cỡ nòng 15 cm, mặt trận Italy.
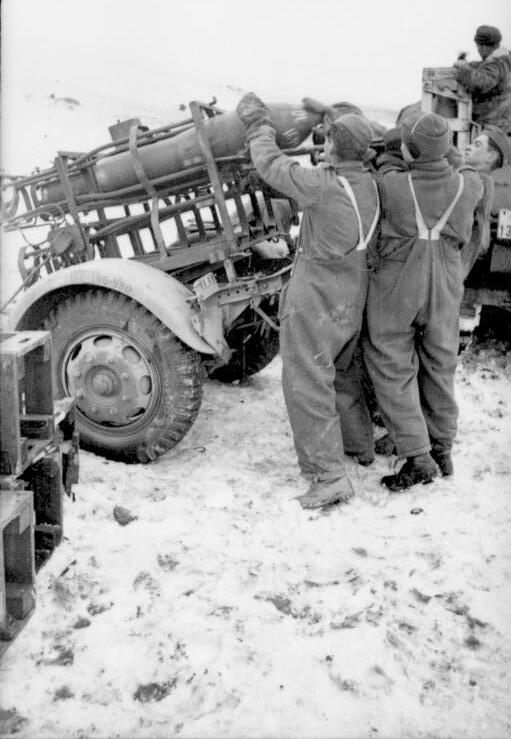
Nạp đạn rocket cỡ 30 cm.
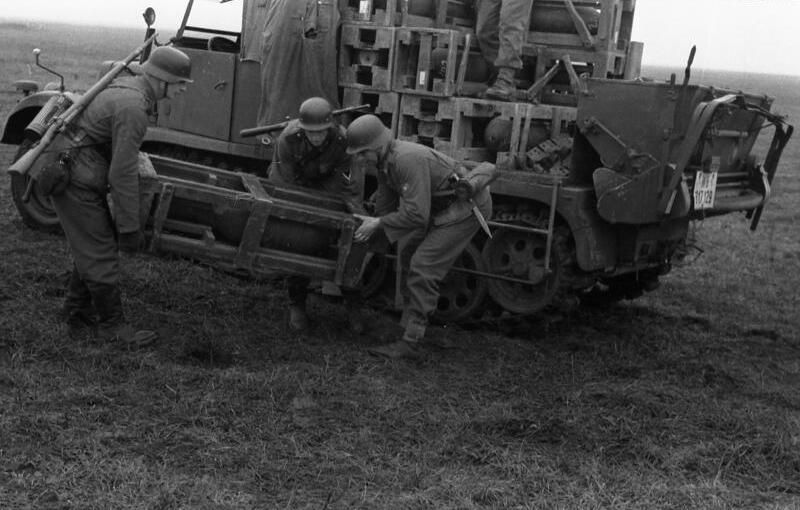
Dỡ bỏ đạn rocket cỡ 28/32 cm.
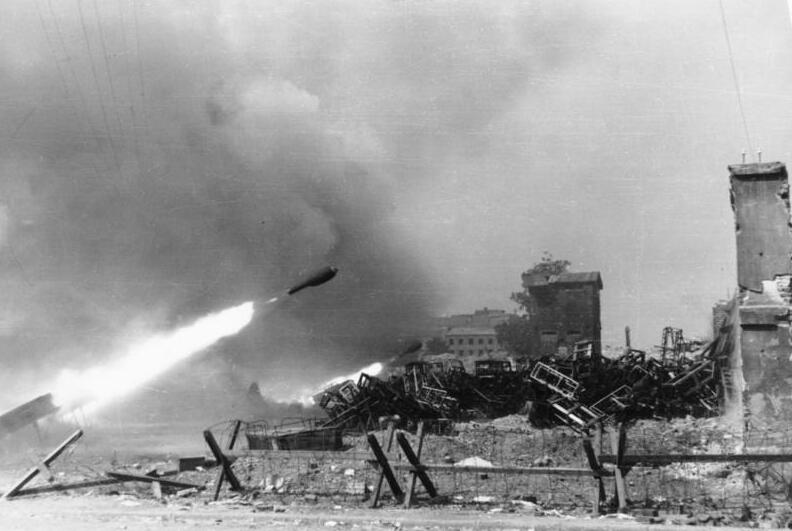
Đạn rocket cỡ nòng 28/32 cm trong cuộc khởi nghĩa Warszawa.
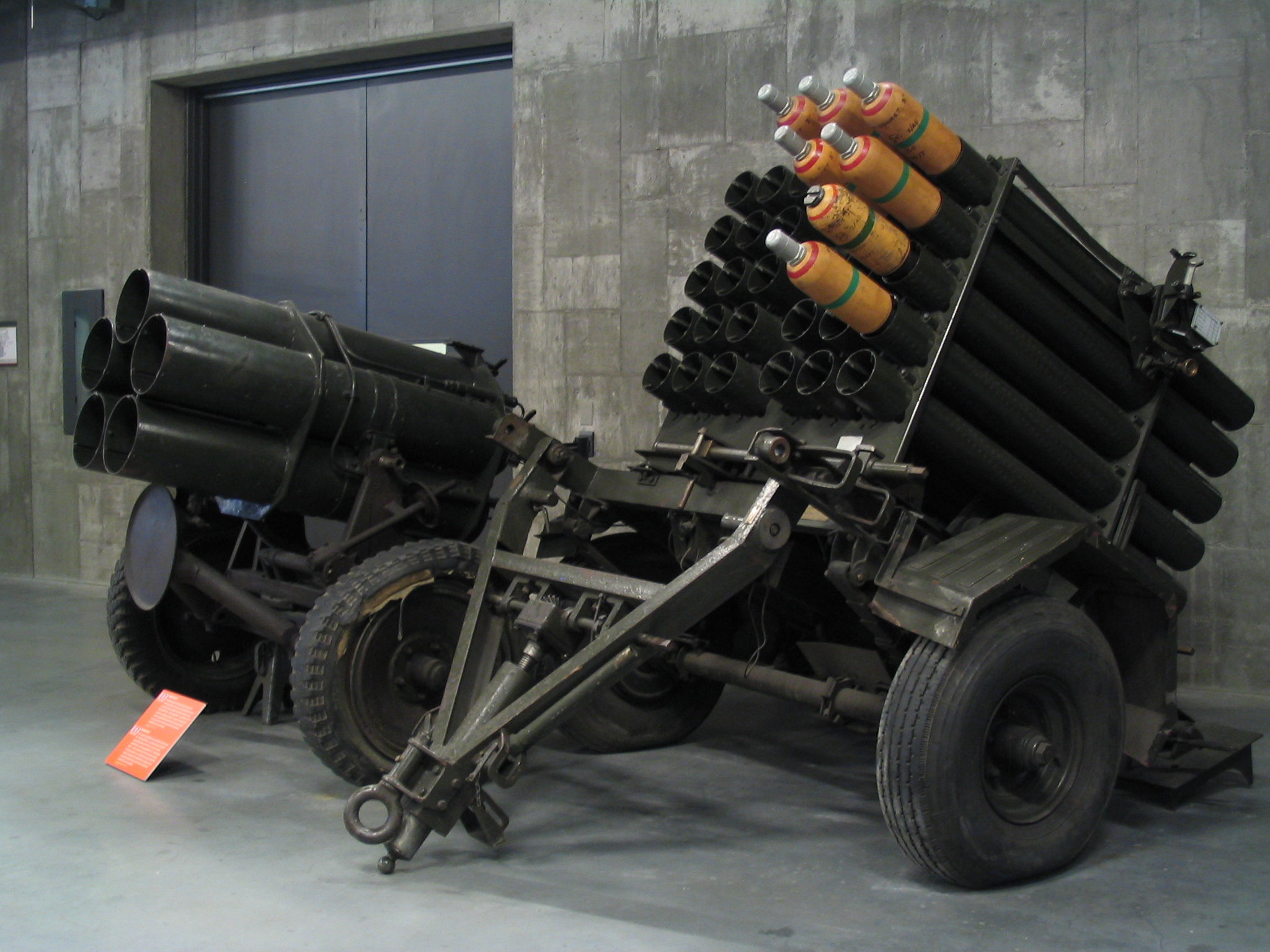
Đạn rocket Nebelwerfer 42 21 cm trưng bày canh Land Mattress

## Comparable systems
- Katyusha
- T34 Calliope
- T40 Whizbang, bắn đạn rocket cỡ 7,2 inch (18.29 cm) (Hoa Kỳ)
- Land Mattress